# すいぜん
すいぜんは石川県輪島市の郷土料理。精進料理の一種で刺身代わりに食される。
テングサを煮て餅米の粉を加え固めたものを厚さ3ミリメートル、幅2センチメートルほどの短冊状に突き出す。テングサから作られるところてんにも似るが、すいぜんのほうが白っぽい。また、ところてんと異なり、すりゴマに味噌と黒砂糖を加えたごまだれをつけながら刺身代わりに食される。盛り付ける際には家紋や花の形などに整える。また、盛り付ける器には輪島塗のものが使用される。
法事や葬儀の際に精進料理として食されるが、和菓子としてデザートとして食されることもある。法事や葬儀の場合は、近隣から手伝いに集まって各家庭で作ることが一般的であったが、今日では家庭で作られることは少なくなっている。
輪島ではよく知られる料理であるが、法事料理であるためか観光客への知名度は低い。長期保存に向かないため、観光土産としても不適切という理由もある。
中世の輪島には根来寺派の重蓮寺があり、この寺の僧が伝えたものが里に伝播したものと考えられている。